# سرابتاوة (سررود الجنوبي)
سرابتاوة (بالفارسية: سرابتاوه) هي قرية تقع في إيران في قسم سررود الجنوبي الريفي. يقدر عدد سكانها بـ 5,590 نسمة .